# Dallina raphaelis
Dallina raphaelis är en armfotingsart som först beskrevs av Dall 1870.  Dallina raphaelis ingår i släktet Dallina och familjen Dallinidae. Inga underarter finns listade i Catalogue of Life.